# Enzo Millot
Enzo Millot né le 17 juillet 2002 à Lucé en France, est un footballeur français qui évolue au poste de milieu de terrain à Al-Ahli FC.
Originaire de la Martinique, Enzo Millot est formé à l’AS Monaco dont il rejoint le centre de formation en 2017. Il y signe, deux ans plus tard, son premier contrat professionnel et fait ses premiers pas en Ligue 1, en octobre 2020. Il s’engage à l'été suivant avec le club allemand du VfB Stuttgart. À l’été 2025, Enzo Millot s’engage avec Al Ahli.
Enzo Millot passe par toutes les sélections nationales de jeunes française : en 2018 avec les U16, en 2019 à l’occasion de l’Euro U17 et lors de la Coupe du monde U18 en 2019, où les Bleuets terminent à la troisième place. Après la sélection espoirs, il est retenu par Thierry Henry dans la sélection olympique pour les JO de Paris 2024.

## Biographie

### Enfance et débuts en Eure-et-Loir
Né à Lucé ou au Chesnay et originaire de Martinique et de Madagascar, Enzo Millot commence le football à l'Étoile de Brou en Eure-et-Loir.
Il rejoint ensuite l'un des plus gros clubs du département, le FC Chartres, puis le Pôle espoirs de Châteauroux en parallèle, avant de rejoindre le FC drouais,.

### Formation à Monaco
Suivi depuis plusieurs années par le club, Enzo Millot rejoint le centre de formation de l'AS Monaco en septembre 2017, alors que le joueur est suivi par des clubs comme le FC Nantes, l'AS Saint-Étienne, le Stade rennais ou encore le FC Lorient. Il s'impose rapidement avec les U17 du club, entraîné par Manuel Dos Santos, qui l'utilise comme milieu offensif axial ou second attaquant.
En 2018-2019, Enzo Millot dispute l'UEFA Youth League avec l'ASM. Sa régularité et ses performances en U19 le conduisent à son premier contrat professionnel signé le 30 juillet 2019, jusqu'en juin 2022,.
Tout juste majeur, il connaît sa première pré-saison avec l'équipe professionnelle et notamment son modèle Cesc Fabregas. En octobre 2019, il termine troisième du Mondial U17 avec les Bleuets puis retrouve l'équipe réserve de National 2 entraînée par David Bechkoura. Rapidement blessé, Enzo peine à s'imposer en senior avant de se réveler en seconde partie de saison.
En 2020, Enzo connaît sa seconde préparation avec le groupe pro et est retenu par Niko Kovac qui l’emmène avec lui en Pologne pour un stage. Millot joue son premier match en professionnel le 4 octobre 2020, lors d'une rencontre de Ligue 1 face au Stade brestois 29. Il entre en jeu à la place de Cesc Fàbregas et son équipe s'incline par un but à zéro.

### Révélation au VfB Stuttgart
Le 14 août 2021, Enzo Millot s'engage en faveur du VfB Stuttgart. Il signe un contrat courant jusqu'en juin 2025 tandis que le montant du transfert est estimé à deux millions d'euros,.
Il joue son premier match pour Stuttgart le 20 août 2021, lors d'une rencontre de Bundesliga face au RB Leipzig. Il entre en jeu et son équipe s'incline par quatre buts à zéro. Après seulement trente minutes en Bundesliga, Millot se blesse sérieusement à l'entraînement mi-octobre et une potentielle déchirure du ligament interne du genou droit. Absent trois mois, l'entraîneur Pellegrino Matarazzo ne l'utilise qu'avec parcimonie et l'équipe obtient son maintien lors de la dernière journée.
Au terme de l'exercice 2022-2023, le 5 juin 2023, il s’illustre lors du match de barrage en Bundesliga contre Hambourg SV en réalisant un doublé permettant la victoire (1-3) ainsi que le maintien de Stuttgart en première division allemande,.
Au début de la saison 2023-2024, Millot est l'auteur de quatre buts et autant de passes décisives à fin novembre toutes compétitions confondues. Le 12 janvier 2024, Millot prolonge son contrat jusqu'en juin 2028. Son équipe surprend en terminant deuxième de la Bundesliga. Enzo participe grandement à cette qualification en Ligue des champions avec 31 matches disputé en championnat, cinq buts et huit passes décisives.
En octobre 2024, Enzo Millot marque d'une tête bien placée, son premier but en Ligue des champions face au Sparta Prague pour le compte de la deuxième journée (1-1).

### En sélection nationale
Début 2018, Enzo Millot est convoqué en sélection nationale U16 (dix matchs pour deux buts),. À l’âge de quinze ans, Enzo Millot connaît quatre titularisations et inscrit deux buts lors du Mondial de Montaigu 2018.
Lors de la saison 2018-19, le jeune milieu de terrain poursuit en U17. En mai 2019, il est sélectionné afin de participer au Euro U17 en Irlande. Lors de cette compétition, il joue cinq matchs et se fait remarquer en marquant un but contre la Tchéquie en quarts de finale (victoire 6-1), qui fait partie des dix réalisations nommés pour le But de la saison UEFA 2018/19. Sans contrôle, il lobe le portier adverse trop avancé. Il marque aussi contre l'Italie en demi-finale (défaite 1-2),. Enzo totalise 17 capes et deux buts avec les U17 français,. Il poursuit la même année avec la Coupe du monde U17 où les Bleuets terminent sur la troisième marche du podium (six matchs et un but),.
Fin 2023, Millot est intégré au groupe Espoirs par Thierry Henry, mais reste sur le banc en octobre, puis doit déclarer forfait le mois suivant à la suite d'un coup reçu à l'entraînement,.
En mars 2024, il est appelé en sélection U23. Le 3 juin 2024, Thierry Henry le sélectionne dans une pré-liste de 25 joueurs afin de disputer les Jeux olympiques 2024 à Paris avant de le conserver dans la liste définitive des 18 joueurs le 8 juillet. Opposée à l'Espagne en finale du tournoi masculin de football, l'équipe de France ouvre le score contre l'Espagne grâce à Millot (défaite 3-5 ap).
En septembre 2024, il intègre l'équipe de France espoirs dont il est nommé capitaine par le nouveau sélectionneur Gérald Baticle.

## Style de jeu
Enzo Millot évolue comme milieu de terrain et est présenté comme « milieu relayeur au jeu toujours tourné vers l’offensive ». Millot peut évoluer comme milieu relayeur, offensif ou deuxième attaquant. Son formateur à Monaco, Manuel Dos Santos, dit de lui en 2020 : « Balle au pied, c'est un joueur qui a des grosses qualités techniques, une grosse personnalité. Il n'a pas peur d’avoir le ballon, même avec un adversaire dans le dos, et pas peur d’aller vers l’avant. Il fait partie de ceux qui sont capables d’éliminer à n’importe quel moment ».

## Statistiques
| Saison                | Club                  | Championnat           | Championnat | Championnat | Championnat | Coupe(s) nationale(s) | Coupe(s) nationale(s) | Coupe(s) nationale(s) | Supercoupe | Supercoupe | Supercoupe | Compétition(s) continentale(s) | Compétition(s) continentale(s) | Compétition(s) continentale(s) | Compétition(s) continentale(s) | Barrages | Barrages | Barrages | Total | Total | Total |
| Saison                | Club                  | Division              | M.          | B.          | P.d.        | M.                    | B.                    | P.d.                  | M.         | B.         | P.d.       | Comp.                          | M.                             | B.                             | P.d.                           | M.       | B.       | P.d.     | M.    | B.    | P.d.  |
| 2020-2021             | AS Monaco             | Ligue 1               | 2           | 0           | 0           | 1                     | 0                     | 0                     | -          | -          | -          | -                              | -                              | -                              | -                              | -        | -        | -        | 3     | 0     | 0     |
| 2021-2022             | VfB Stuttgart         | Bundesliga            | 6           | 0           | 1           | -                     | -                     | -                     | -          | -          | -          | -                              | -                              | -                              | -                              | -        | -        | -        | 6     | 0     | 1     |
| 2022-2023             | VfB Stuttgart         | Bundesliga            | 23          | 0           | 1           | 4                     | 2                     | 0                     | -          | -          | -          | -                              | -                              | -                              | -                              | 2        | 2        | 1        | 29    | 4     | 2     |
| 2023-2024             | VfB Stuttgart         | Bundesliga            | 31          | 5           | 4           | 4                     | 1                     | 3                     | -          | -          | -          | -                              | -                              | -                              | -                              | -        | -        | -        | 35    | 6     | 7     |
| 2024-2025             | VfB Stuttgart         | Bundesliga            | 29          | 6           | 5           | 5                     | 3                     | 0                     | 1          | 1          | 0          | C1                             | 8                              | 2                              | 4                              | -        | -        | -        | 43    | 12    | 9     |
| Sous-total            | Sous-total            | Sous-total            | 89          | 11          | 11          | 13                    | 6                     | 3                     | 1          | 1          | 0          | -                              | 8                              | 2                              | 4                              | 2        | 2        | 1        | 113   | 22    | 19    |
| Total sur la carrière | Total sur la carrière | Total sur la carrière | 91          | 11          | 11          | 14                    | 6                     | 3                     | 1          | 1          | 0          | -                              | 8                              | 2                              | 4                              | 2        | 2        | 1        | 116   | 22    | 19    |

## Palmarès

### En club
Formé à l'AS Monaco, Enzo Millot s'illustre par la suite avec le VfB Stuttgart, avec lequel il termine vice-champion d'Allemagne en 2024 et dispute la finale de la Supercoupe d'Allemagne la même année. Parallèlement, il décroche la médaille d'argent avec l'équipe de France olympique lors des Jeux de 2024.
En 2025, il remporte son premier trophée majeur en club en s'adjugeant la Coupe d'Allemagne avec le VfB Stuttgart.
| VfB Stuttgart (1) | France olympique                                |
| --- | ----------------------------------------------- |
| - Championnat d'Allemagne : - Vice-champion en 2024 - Supercoupe d'Allemagne : - Finaliste en 2024 - Coupe d’Allemagne (1) : - Vainqueur en 2025 | - Jeux olympiques : - Médaille d'argent : 2024. |

### Décorations
- Chevalier de l'ordre national du Mérite (décret du 23 septembre 2024)[1]